# Suhpalacsa sumbawanus
Suhpalacsa sumbawanus is een insect uit de familie van de vlinderhaften (Ascalaphidae), die tot de orde netvleugeligen (Neuroptera) behoort. 
Suhpalacsa sumbawanus is voor het eerst wetenschappelijk beschreven door Van der Weele in 1909.